# Aethopyga
Aethopyga is een geslacht van zangvogels uit de familie Nectariniidae (honingzuigers). De wetenschappelijke naam van het geslacht is voor het eerst geldig gepubliceerd in 1851 door Cabanis.

## Voorkomen
Alle vogelsoorten binnen dit geslacht komen voor in het Oriëntaals gebied (van India tot Indonesië en de Filipijnen). Zeven soorten komen alleen in de Filipijnen voor.

## Rode Lijst
Drie soorten, de apo-honingzuiger, Lina's honingzuiger en grijskaphoningzuiger staan als gevoelig op de Rode Lijst van de IUCN, één soort, de sangirhoningzuiger is een bedreigde vogelsoort die alleen in regenwoud voorkomt. 
De vorkstaarthoningzuiger, vuurborsthoningzuiger en scharlaken honingzuiger staan als niet bedreigd op de Rode Lijst, maar gaan wel in aantal achteruit volgens de Rode Lijst van de IUCN.

## Soorten
De volgende soorten zijn bij het geslacht ingedeeld:
- Aethopyga bella Tweeddale, 1877 – Mooie honingzuiger
- Aethopyga boltoni Mearns, 1905 – Apohoningzuiger
- Aethopyga christinae Swinhoe, 1869 – Vorkstaarthoningzuiger
- Aethopyga duyvenbodei (Schlegel, 1871) – Sangirhoningzuiger
- Aethopyga eximia (Horsfield, 1821) – Javaanse honingzuiger
- Aethopyga flagrans Oustalet, 1876 – Vuurborsthoningzuiger
- Aethopyga gouldiae (Vigors, 1831) – Goulds honingzuiger
- Aethopyga guimarasensis (Steere, 1890) – Roodnekhoningzuiger
- Aethopyga ignicauda (Hodgson, 1836) – Vuurstaarthoningzuiger
- Aethopyga linaraborae Kennedy, RS, Gonzales & Miranda, 1997 – Lina's honingzuiger
- Aethopyga magnifica Sharpe, 1876 – Grote geelrughoningzuiger
- Aethopyga mystacalis (Temminck, 1822) – Scharlaken honingzuiger
- Aethopyga nipalensis (Hodgson, 1836) – Groenstaarthoningzuiger
- Aethopyga primigenia (Hachisuka, 1941) – Grijskaphoningzuiger
- Aethopyga pulcherrima Sharpe, 1876 – Glansvleugelhoningzuiger
  - A. p. decorosa (McGregor, 1907) – Boholhoningzuiger
  - A. p. jefferyi (Ogilvie-Grant, 1894) – Luzonhoningzuiger
- Aethopyga saturata (Hodgson, 1836) – Zwartkeelhoningzuiger
- Aethopyga shelleyi Sharpe, 1876 – Goudkeelhoningzuiger
- Aethopyga siparaja (Raffles, 1822) – Geelrughoningzuiger
- Aethopyga tibolii Kennedy et al., 1997 – Tbolihoningzuiger
- Aethopyga temminckii (Müller, S, 1843) – Temmincks honingzuiger
- Aethopyga vigorsii (Sykes, 1832) – Vigors' honingzuiger